# June Huh
June Huh – koreańsko-amerykański matematyk, laureat Medalu Fieldsa z 2022 roku. Zajmuje się geometrią algebraiczną i kombinatoryką.

## Życiorys
W 2009 ukończył studia z matematyki na Narodowym Uniwersytecie Seulskim. Stopień doktora uzyskał w 2014 na Uniwersytecie Michigan, promotorem doktoratu był Mircea Mustață. Od 2021 jest profesorem na Uniwersytecie Princeton, wcześniej pracował też w Institute for Advanced Study i na Uniwersytecie Stanforda.
Swoje prace publikował m.in. w najbardziej prestiżowych czasopismach matematycznych świata: „Annals of Mathematics”, „Journal of the American Mathematical Society” i „Acta Mathematica". Jest redaktorem „Duke Mathematical Journal”.
W 2018 roku wygłosił wykład sekcyjny na Międzynarodowym Kongresie Matematyków w Rio de Janeiro.
Nagrodzony m.in. New Horizons in Mathematics Prize w 2019 i Medalem Fieldsa w 2022.